# Габрово (област Кърджали)
Вижте пояснителната страница за други значения на Габрово.
Габрово е село в Южна България. То се намира в община Черноочене, област Кърджали. Отстои се на 9 км северозападно от Черноочене, на 24 км в същата посока от Кърджали, на 37 км югозападно от Хасково и 219 км югоизток към столицата София.

## Население
Габрово е второто по големина село в община Черноочене с население около 600 души.
Численост и дял на етническите групи според преброяването на населението през 2011 г.:
Известни личности от село Габрово:
Яшар Али Яшар - художник, изселил се принудително в Турският гр. Измир
Сами Мюмюнов- автор и реставратор на известната в селото - Коджа Чешма
Неджиб Шабанов Мюмюнов - учител, дълги години служил и помагал всеотдайно на съселяните си, изучил десетки поколения в училището на селото "Христо Ботев", бил е партиен секретар.
Столетници:
Нефизе Шабанова, Нури Али, 
Нури Юмер, Халим Реджеб.
|                     | Численост | Дял (в %) |
| Общо                | 658       | 100,00    |
| Българи             | 6         | 0,91      |
| Турци               | 638       | 96,96     |
| Цигани              | 0         | 0,00      |
| Други               | 0         | 0,00      |
| Не се самоопределят | 0         | 0,00      |
| Неотговорили        | 14        | 2,12      |

## Религии
В село Габрово се изповядва ислям.

## Обществени институции
Село Габрово е с кметско наместничество към община Черноочене.
Молитвеният дом в село Габрово е джамията.

## География
Село Габрово се намира в района на Източните Родопи, на надморска височина от 576 м. Релефът е планински, а климатът се характеризира като умереноконтинентален климат.